# Leopold Mandić

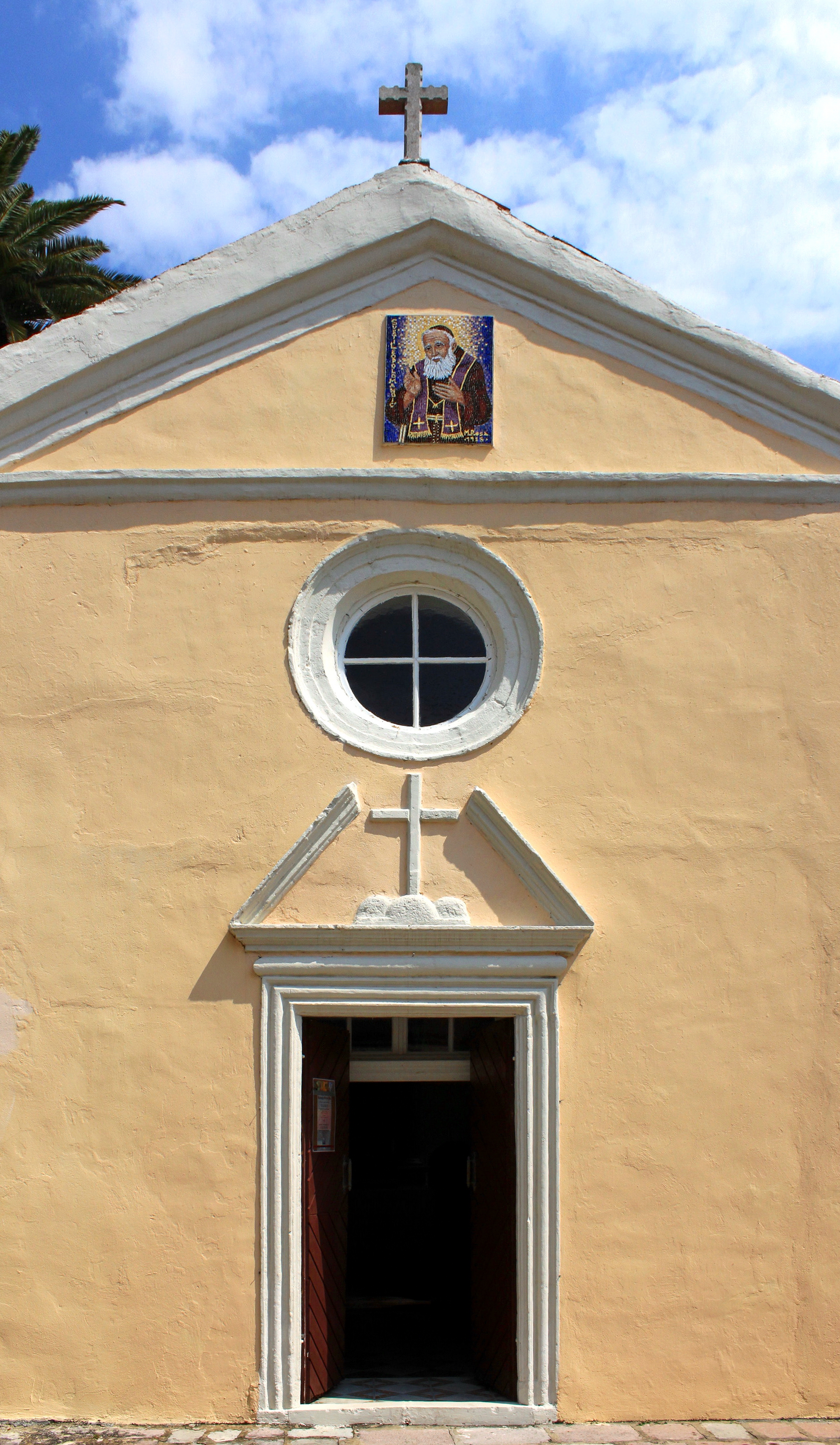
Kościół św. Leopolda Mandicia w Hercegu Novim

Leopold Mandić, Apostoł sakramentu pojednania,  Bogdan Leopold Mandić (ur. 12 maja 1866 w Hercegu Novim, zm. 30 lipca 1942 w Padwie) – chorwacki zakonnik, święty Kościoła katolickiego, kapucyn, spowiednik.

## Życiorys
Był najmłodszym z dwanaściorga dzieci w ubogiej chorwackiej rodzinie Piotra i Karoliny z domu Zarević. Na chrzcie otrzymał imię Bogdan. Do zakonu kapucynów wstąpił 2 maja 1884 roku w Bassano del Grappa po ukończeniu niższego seminarium w Udine. W zakonie przyjął imię Leopold. Śluby wieczyste złożył w 1888 roku, a święcenia kapłańskie przyjął 20 września 1890 w bazylice Santa Maria della Salute (w Wenecji). Ze względu na jego wzrost (1,35 m) przełożeni odradzali mu posługę jako kaznodzieja i powierzyli mu jako teren misyjny konfesjonał. Sakramentu pokuty udzielał od ośmiu do dwunastu godzin dziennie służąc prostym ludziom, intelektualistom, arystokratom, profesorom, studentom, kapłanom i zakonnikom. Od 1906 roku na stałe przebywał w Padwie w klasztorze Świętego Krzyża. W czasie I wojny światowej przez rok przebywał w więzieniu za odmowę zrzeczenia się swojej przynależności narodowej. W czasie II wojny światowej, 15 maja 1944 r. w wyniku bombardowania, padewski klasztor został całkowicie zniszczony. Ocalała jedynie cela, pełniąca funkcję konfesjonału o. Leopolda.
Prócz działalności misyjnej prowadził też działalność opiekuńczą i pozostawił po sobie trwały ślad w postaci sierocińców. Apostolat świętego mnicha wyróżniała szczególna miłość do Eucharystii i Matki Bożej. Podejmował działania na rzecz zjednoczenia chrześcijan.
Przez całe życie zmagał się ze słabościami i chorobami. Do śmierci w wieku 76 lat doprowadziła św. Leopolda choroba nowotworowa.

## Beatyfikacja i kanonizacja
Beatyfikacja spowiednika nastąpiła 34 lata po jego śmierci, 2 maja 1976 i dokonał jej papież Paweł VI, a Jan Paweł II upowszechnił kult świętego Leopolda na cały Kościół w siedem lat później (16 października 1983).

## Wystawienie szczątków
W 2016 jego szczątki i św. Ojca Pio zostały przywiezione w szklanych trumnach z procesją do Watykanu.

## Dzień obchodów
Wspomnienie liturgiczne do kanonizacji przypadało w dies natalis, później w dzienną pamiątkę urodzin.

## Źródła internetowe
- Św. Leopold Mandić. franciszkanie.pl. [zarchiwizowane z tego adresu (2010-07-16)].
- Saint Leopold Bogdan Mandic. CatholicSaints.Info. [dostęp 2015-12-20]. (ang.).
- Leopoldo Mandic (wł.)